# Marco d'Aviano
Marco d'Aviano, nato Carlo Domenico Cristofori (Villotta di Aviano, 17 novembre 1631 – Vienna, 13 agosto 1699), è stato un francescano e presbitero italiano dell'Ordine dei frati minori cappuccini, venerato come beato dalla Chiesa cattolica.

## Biografia
Nato a Villotta, presso Aviano, da Marco Pasquale Cristofori e da Rosa Zanoni, appartenenti a famiglia originaria di Milano, ma da secoli trapiantata nel pordenonese, di buona condizione (un antenato, Giorgio Cristofori di Cordenons, nel 1509 era stato Ambasciatore della Magnifica Comunità di Pordenone) e imparentata con la nobiltà locale (per parte di madre, il futuro beato era nipote del Conte Francesco Ferro di Pordenone), Carlo Cristofori ebbe la primissima formazione ad Aviano, quindi a San Leonardo di Campagna (oggi San Leonardo Valcellina), un paese vicino in cui era parroco uno zio paterno, per poi essere mandato dalla famiglia a frequentare, negli anni fra il 1643 e il 1647, il miglior collegio del Friuli, ossia il Collegium gesuita di Gorizia.
Il clima epico che si viveva nella Repubblica di Venezia in quegli anni a causa della guerra di Candia ebbe un'influenza decisiva sulla vita del giovane. Animato dal desiderio di rendersi utile sui luoghi dell'assedio e disposto a versare il suo sangue per la difesa della fede, lascia Gorizia e arriva a Capodistria dove, in attesa di imbarcarsi su una nave della Serenissima, chiede ospitalità al locale convento dei cappuccini, legati alla famiglia da vincoli di devozione e ospitalità. Durante il breve soggiorno nel convento, prende la decisione di abbandonare la vita secolare e di entrare nel noviziato. Nel settembre 1648 viene accolto come novizio nel convento di Conegliano e dopo un anno, il 21 novembre 1649, pronuncia i voti prendendo il nome di suo padre: Marco.
Dopo aver proseguito gli studi di teologia e di filosofia, il 18 settembre 1655 viene ordinato presbitero a Chioggia e ottiene nel 1664 la patente di predicazione. Riceve due incarichi come superiore nei conventi di Belluno (1672) e Oderzo (1674) per poi dedicarsi completamente all'attività di predicatore, attirando i fedeli grazie alle sue notevoli capacità oratorie. L'8 settembre 1676, invitato a predicare a Padova presso il monastero di San Prosdocimo, benedice Vincenza Francesconi, una religiosa da molti anni gravemente ammalata. La sua improvvisa guarigione, unita anche ad altri episodi analoghi avvenuti nello stesso periodo a Venezia, rendono celebre frate Marco, cui vengono ormai attribuite doti taumaturgiche.

### L'incontro con Leopoldo I
Guarisce da una lunga malattia il duca Carlo V di Lorena, comandante dell'esercito dell'Imperatore del Sacro Romano Impero. La sua fama, quindi, giunge anche alle orecchie di Leopoldo I, che lo invita a corte. Nel settembre 1680 a Linz avviene il primo incontro fra Marco e l'Imperatore. Tra i due nasce una profonda relazione spirituale e Marco approda a Vienna come confessore e consigliere di Leopoldo I e rimane fino alla sua morte un amico, un padre spirituale e un confidente per qualsiasi problema familiare, politico, economico, militare o religioso.
Tra i due personaggi esisteva una profonda complementarità di caratteri: all'indecisione e alla timidezza di Leopoldo si contrapponeva la sicurezza e il coraggio di Marco, che seppe dargli validi consigli sia per le questioni di fede e di coscienza, sia per i problemi relativi all'esercizio del potere.

### La "missione impossibile" affidatagli dal Papa
Nel 1683 papa Innocenzo XI affidò a Marco un incarico diplomatico molto delicato: ricreare la Lega Santa delle nazioni cristiane. L'espansione dell'Impero ottomano procedeva in Europa senza freni: in quell'anno i turchi prendevano Belgrado. Vienna, dal canto suo, non aveva mai potenziato il suo confine orientale, che restava pericolosamente sguarnito. I turchi, dopo aver invaso l'Ungheria, avanzarono verso Vienna proprio da oriente.
Padre Marco, nel frattempo, era riuscito nella missione di coalizzare le potenze cristiane, superando i dissidi esistenti al loro interno. Le sue perorazioni e le sue amicizie con i potenti avevano indotto i regni di Spagna, Portogallo e Polonia e le Repubbliche di Firenze, Genova e Venezia a inviare aiuti e cospicui contingenti militari.
Il frate cappuccino non poté invece fare nulla presso la corte francese: Luigi XIV, che pure si vantava del titolo di "Re cristianissimo", si tenne alla larga dall'alleanza, anzi cercò di farla fallire nella speranza che la probabile sconfitta dell'Austria ad opera dei Turchi potesse accrescere il prestigio della Francia in Europa. Nonostante ciò molti francesi si armarono e raggiunsero Vienna come volontari.
L'unico sovrano ad aderire in persona fu il re di Polonia, Giovanni III Sobieski. Marco racconta di aver faticato non poco a convincerlo data la rivalità, e antipatia personale, esistente tra Giovanni e Leopoldo d'Asburgo.
Giovanni si mosse verso Vienna alla testa della cavalleria polacca. Non era ancora stato scelto il comandante supremo dell'esercito cristiano. Per lignaggio, sarebbe spettato all'imperatore. Ma questo avrebbe significato la defezione di Giovanni. Padre Marco, compiendo un vero capolavoro diplomatico, convinse Leopoldo a rimanere fuori dalla scena. In linea gerarchica, il comando dell'esercito dell'imperatore spettava al duca Carlo V di Lorena, che era un devoto di padre Marco. Per cui fu facile persuaderlo ad accettare di sottoporsi agli ordini del re di Polonia.
L'assedio di Vienna era cominciato il 14 luglio 1683. L'8 settembre le armate cristiane erano pronte a ingaggiare battaglia con i turchi. Padre Marco celebrò la messa nel campo allestito sul Kahlenberg (Monte Calvo), la collina che sovrasta Vienna. Al suo fianco sull'altare erano Giovanni III e Carlo di Lorena. Terminato il rito, il frate tenne uno dei suoi più fervidi sermoni in quel misto di italiano, latino e tedesco, caratteristico delle sue prediche.
La battaglia si svolse l'11 e il 12 settembre e si concluse con la vittoria della Lega Santa e la ritirata dell'esercito turco. Papa Innocenzo XI proclamò la giornata "Festa del Santissimo Nome di Maria", poi inviò la sua benedizione a padre Marco. Il frate non ebbe altre ricompense.
A Vienna padre Marco fu il personaggio più festeggiato. Attorno alla sua figura cominciarono a nascere racconti di miracoli e prodigi.
L'anno dopo Marco ricevette un'altra chiamata dal papa. Innocenzo XI voleva che i sovrani europei si coalizzassero per cacciare, questa volta definitivamente, gli ottomani dall'Europa. Marco si adoperò per coordinare l'alleanza cristiana contro l'Islam. La sua popolarità era enorme, e così la sua autorevolezza. Il frate cappuccino partecipò assieme ai comandanti militari alla pianificazione dell'attacco. Il primo obiettivo raggiunto fu la riconquista di Buda, avvenuta nel 1686. Marco era immancabilmente presente.
Nel 1689 morì papa Innocenzo XI. A Vienna i consiglieri dell'Imperatore si mostrarono disponibili a trattare la pace con i turchi. Il risultato fu che l'avanzata cristiana si fermò. Per otto lunghi anni il fronte non oltrepassò i confini dell'Ungheria. Solo nel 1697 l'avanzata riprese, grazie al duca Eugenio di Savoia, che conseguì la vittoria definitiva contro l'esercito turco sul fiume Tibisco (Serbia), nei pressi di Zenta. La pace venne firmata il 26 gennaio 1699 a Carlowitz.
Il 13 agosto dello stesso anno, assistito personalmente dall'imperatore e dalla moglie Eleonora, moriva padre Marco. Per permettere alla numerosa popolazione, accorsa da ogni dove, di rendere l'ultimo saluto al cappuccino, il sovrano diede ordine che le esequie si celebrassero il 17, e che il frate venisse seppellito in una tomba separata dagli altri confratelli. Quattro anni dopo le spoglie di Marco d'Aviano, anche in previsione di una causa di beatificazione, furono spostate all'interno della chiesa dei Cappuccini di Vienna, dove si trovano ancor oggi, nello stesso edificio che ospita la Cripta Imperiale.
Dopo un lungo processo di beatificazione, Marco d'Aviano è stato proclamato beato da papa Giovanni Paolo II il 27 aprile 2003.